# Nervión

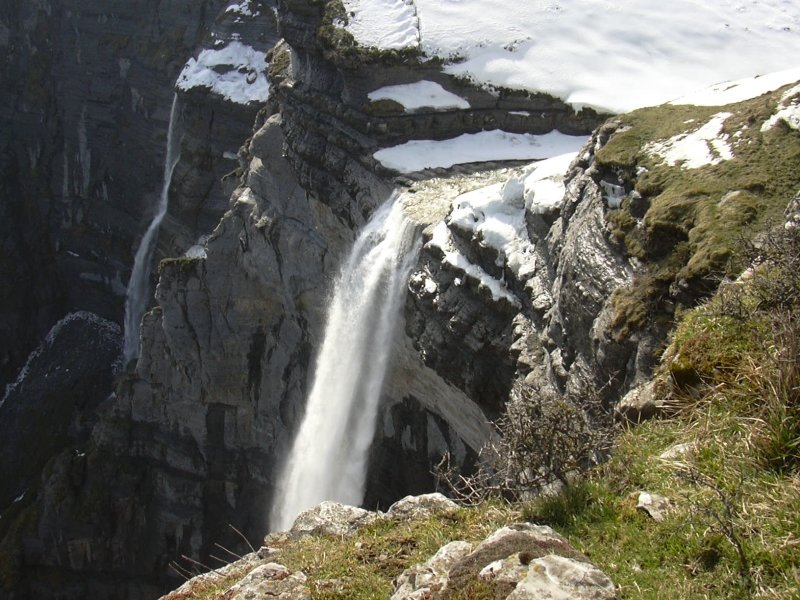
Wasserfall der Nervión-Quelle

Der Nervión [neɾ'βion] (baskisch Nerbioi; in der Antike lateinisch Nerva, altgriechisch Νερούα Neroua) ist ein Fluss in Nordspanien. Er entspringt in der Provinz Burgos, in der Nähe des Orduña-Passes am Nervión-Wasserfall von 270 m. Später durchfließt er die Provinz Biscaya (spanisch: Vizcaya, baskisch: Bizkaia), trifft bei Basauri mit dem Fluss Ibaizabal zusammen und mündet schließlich im Golf von Biskaya. Seine Länge beträgt 76 km.
Auf Höhe des Casco Viejo (Altstadt) von Bilbao in 16 km Entfernung zum Meer, wo sich das Flusswasser mit dem Meereswasser vermischt, geht der Nervión in eine Ria über und wird von da ab als Ría de Bilbao bezeichnet.
Von der Stadt Bilbao bis zum Meer unterscheidet man zwischen den Ria-Ufern, wo sich die Orte an
der Ria deutlich sozial und wirtschaftlich unterscheiden. So ist historisch bedingt das linke Ufer
(margen izquierda) mit Schwerindustrie und Arbeiterstädten besiedelt, wogegen die wohlhabende
Bevölkerung das rechte Ria-Ufer (margen derecha) bewohnt.
Die Orte des linken Ufers der Ría de Bilbao sind (von Bilbao zum Meer):
- Barakaldo
- Sestao
- Portugalete
- Santurtzi
- Zierbena

Die Orte des rechten Ufers der Ría de Bilbao sind (von Bilbao zum Meer):
- Erandio
- Lejona
- Algorta, Stadtteil von Getxo
- Las Arenas, Stadtteil von Getxo